# Giuliano Amato

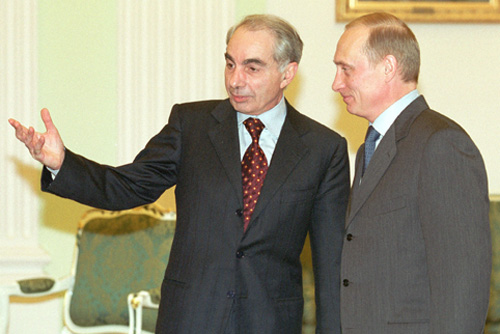
Premier Włoch Giuliano Amato (z lewej) i prezydent Rosji Władimir Putin, 2001

Giuliano Amato (ur. 13 maja 1938 w Turynie) – włoski prawnik i polityk, dwukrotny premier Włoch, minister w kilku rządach, wieloletni parlamentarzysta, współautor traktatu lizbońskiego.

## Życiorys
Ukończył w 1960 studia prawnicze pierwszego stopnia na Uniwersytecie w Pizie. Studiował także w Scuola Superiore di Sant’Anna i na Columbia University. Zajął się działalnością naukową jako wykładowca na uczelniach w Modenie, Perugii i Florencji. Doszedł do stanowiska profesora na Uniwersytecie Rzymskim – La Sapienza. Opublikował kilkadziesiąt książek i artykułów naukowych z zakresu prawa, ekonomii i administracji publicznej.
Jednocześnie angażował się politycznie, od 1958 należał do Włoskiej Partii Socjalistycznej. W okresie 1983–1994 sprawował z ramienia PSI mandat posła do Izby Deputowanych IX, X i XI kadencji. Karierę w administracji rządowej rozpoczął w 1983, kiedy to powołano go na stanowisko podsekretarza stanu w kancelarii premiera. Od 1987 do 1988 był wicepremierem i ministrem skarbu w rządzie Giovanniego Gorii, a następnie do 1989 ministrem skarbu w gabinecie Ciriaca De Mity.
Funkcję premiera po raz pierwszy pełnił od czerwca 1992 do kwietnia 1993. W okresie tym doszło do ujawniania kolejnych afer korupcyjnych z udziałem czołowych polityków socjalistycznych i chadeckich. Pomimo bliskiej współpracy z liderem PSI, Bettinem Craxim, wobec Giuliana Amato nie stawiano jakichkolwiek zarzutów w ramach Tangentopoli. W czasie kierowania rządem doprowadził m.in. do dwóch dewaluacji włoskiego lira. Był jednocześnie krytykowany za dekret mogący prowadzić do blokowania postępowań antykorupcyjnych i ograniczania niezależności organów śledczych. Ustawa ta doprowadziła do protestów ulicznych, a także konfliktu z prezydentem Oscarem Luigim Scalfaro.
Składając dymisję, zapowiedział odejście z polityki, nie kandydował też w kolejnych wyborach parlamentarnych, a po rozwiązaniu PSI pozostał bezpartyjny. W listopadzie 1994 stanął na czele centralnego urzędu antymonopolowego, funkcję tę pełnił do grudnia 1997. W październiku 1998 wrócił do aktywnej działalności politycznej, obejmując stanowisko ministra ds. reform instytucjonalnych w pierwszym rządzie Massima D’Alemy. W maju 1999, po wyborze Carla Azeglia Ciampiego na prezydenta Włoch, po raz drugi został ministrem skarbu, resortem tym kierował do kwietnia 2000.
Po uzgodnieniu przez wielopartyjną centrolewicową koalicję planów rekonstrukcji rządu, 25 kwietnia 2000 Giuliano Amato ponownie objął urząd premiera. Na czele gabinetu stał do końca XIII kadencji parlamentu, tj. do 11 czerwca 2001.
W wyborach w 2001 uzyskał mandat senatora XIV kadencji z listy Drzewa Oliwnego. W tym samym roku został wiceprzewodniczącym Konwentu Europejskiego, mającego opracować nowe propozycje traktatowe. Był jednym z głównych autorów traktatu lizbońskiego.
Po zwycięstwie centrolewicy w kolejnych wyborach, w których sam został posłem XV kadencji, ponownie wszedł w skład Rady Ministrów. 17 maja 2006 powierzono mu tekę ministra spraw wewnętrznych w rządzie Romano Prodiego, sprawował ten urząd do 8 maja 2008. W 2007 poparł powołanie Partii Demokratycznej, jednocześnie w 2008 zrezygnował z kandydowania w przedterminowych wyborach, powracając do pracy naukowej.
W 2013 z nominacji prezydenta został sędzią Sądu Konstytucyjnego. 29 stycznia 2022 objął stanowisko przewodniczącego tej instytucji.